# Contact Sport
Contact Sport — десятий студійний альбом американського репера Keak da Sneak, виданий 7 лютого 2006 р. лейблом Siccness. У записі платівки взяв участь I-Rocc. У комлекті з релізом постачався DVD з бонусним матеріалом. Альбом посів 2-гу сходинку чарту Heatseekers (Pacific).

## Список пісень
1. «Bumpers and Rear Ends» — 3:21
2. «You Doing It» — 3:43
3. «Contact Sport» — 3:11
4. «Do That» (з участю I-Rocc) — 3:25
5. «Do wit You Now» — 3:45
6. «Gettin Money» — 3:08
7. «No Can Do» — 4:00
8. «Not Listening» — 3:53
9. «Shake It» — 3:17
10. «Played You» — 4:01
11. «Aaadddimin» — 3:22
12. «Super Hyphy» (Remix) — 3:44
13. «Talk a Good One» — 3:05